# Shazam! (telessérie)
Shazam! é um seriado de televisão norte-americano dos anos 1970 em 28 episódios de meia hora. Foi produzido pela Filmation (primeiro tipo de programa do estúdio de animação), baseado sobre o herói Capitão Marvel da DC Comics.
A exibição correu de 1974 para 1977 pela norte-americana CBS; de 1975 para 1977 era conhecido como The Shazam!/Isis Hour, e incluindo The Secrets of Isis, sobre uma superheroína egípcia antiga ressuscitada no corpo de uma professora de escola, como a segunda metade do programa. No Brasil, a série de tevê Capitão Marvel mostrou as caras pela Rede Globo em 1975 (mesma época em que estreou a "Sessão da Tarde"). As exibições aconteciam uma vez por semana, nas quintas-feiras, 17h30, alternando uma semana com o Capitão Marvel e a outra com A Poderosa Ísis. Entre 1986/87, a série foi exibida pelo SBT, por volta das 9h30,  Finalmente Capitão Marvel  foi exibido em tv aberta  no programa "Bozo", no ano de 1989..   
As estrelas eram o ator Michael Gray como o jovem Billy Batson, enquanto que Capitão Marvel foi interpretado primeiro por Jackson Bostwick, e depois por John Davey. A atriz Joanna Cameron apareceu como Isis, e o seu alterar-ego Andrea Thomas, em três episódios de Shazam!, e Davey de mesmo modo apareceu como Capitão em três episódios de Isis.

## Diferenças para os quadrinhos
A versão de televisão de Shazam! é notavelmente diferente do seu material de fonte. O mago Shazam não aparece na série; Um adolescente Billy Batson fala diretamente aos imortais que lhe deram os poderes (todos os quais são personagens animados e não atores): Salomão, (sabedoria); Hércules, (força); Atlas, (vigor); Zeus, (poder); Aquiles, (coragem); e Mercúrio, (velocidade). Em vez de permanecer na sua cidade natal, Billy e o seu guardião "Mentor" (interpretado por Les Tremayne) foram nômades, viajando em todo o país em um furgão. (A mídia explicou que Batson tinha tomado uma licença do seu emprego de repórter de rádio, uma circunstância que também é referida em diálogos da série).
Também, não houve nenhum supervilão e nenhuma violência nesta série; o herói, tanto como Billy ou como Capitão, iria encontrar pessoas metidas em situações precárias por coisas que elas não deveriam ter feito. No fim de cada episódio, Billy ou Marvel se dirigia ao público de televisão com uma lição de moral baseada naquele show (que foi usual de muitos desenhos e séries da Filmation).
O elemento mítico mais fundamental do Shazam! permanece o mesmo: quando ele dizia a palavra mágica "Shazam!", Billy é atingido por um relâmpago mágico (via animação) e se transforma no Mortal do Mundo Mais Poderoso, Capitão Marvel.
Shazam! provou ser um programa popular em sua época, e durante algum tempo a revista em quadrinhos de Shazam foi alterada para combinar com o formato da série. Michael Gray encontrou-se segregado depois que a série terminou, e teve problemas em encontrar trabalho como ator, deixando a profissão até o fim de de anos 1990.